# Максакова Людмила Василівна
Максакова Людмила Василівна (рос. Макса́кова Людмила Васильевна; нар. 26 вересня 1940 ) — російська актриса. Народна артистка Росії (1980). Лауреат державної премії Росії в галузі літератури і мистецтва (1994), премії ім. К. Станіславського (1996).

## Життєпис
Народилася 26 вересня 1940 р. Закінчила Театральне училище ім. Б. Щукіна (1961). Працює у Театрі ім. Є. Вахтангова. Грала Емілі Брент в фільмі «Десятеро негренят» (1987, 2 с).
Людмила Максакова — мати оперної співачки та екс-депутата Державної думи Російської Федерації Марії Максакової-Ігенбергс, дружини Дениса Вороненкова, теж колишнього депутата Держдуми Росії, який свідчив проти колишнього Президента України Віктора Януковича у справі про його державну зраду. Наприкінці 2016 року подружжя через переслідування в Росії переїхало в Україну. Денис Вороненков був убитий 23 березня 2017 року в Києві.